# Neopolyptychus pygarga
Neopolyptychus pygarga là một loài bướm đêm thuộc họ Sphingidae. Nó được tìm thấy ở forests ở miền tây châu Phi, bao gồm Cameroon và Nigeria.
Sải cánh dài 33–38 mm đối với con đực.